# 渔子河水库
渔子河水库是中国湖北省孝感市应城市境内的一座水库，位于汉北河上，建于1964年。水库正常库容为1300万立方米，集雨面积为18平方千米，海拔为60米。